# Avenue Thiers (Lyon)
 (janvier 2024).
Si vous disposez d'ouvrages ou d'articles de référence ou si vous connaissez des sites web de qualité traitant du thème abordé ici, merci de compléter l'article en donnant les références utiles à sa vérifiabilité et en les liant à la section « Notes et références ».
Pour les articles homonymes, voir Avenue Thiers.
L’avenue Thiers est une avenue située dans le quartier de Bellecombe, dans le 6e arrondissement de Lyon, en France.

## Situation
L'avenue Thiers débute au nord, à la limite de la ville de Villeurbanne, perpendiculairement à la rue d'Hanoï pour se terminer perpendiculairement au cours Lafayette.
Elle présente la particularité de débuter : côté ouest, au numéro 128, à l'angle de la rue d'Hanoï, au pied de l'immeuble dans lequel est installé un café restaurant dénommé : Kfé Thiers, ayant succédé au bar Le Thiers, successeur du Café de la renaissance. En deçà, elle se prolonge, sur Villeurbanne sous le nom d'avenue Dutriévoz. Flan Est, Elle garde le nom d'avenue Dutriévoz jusqu'à la limite de la ville de Villeurbanne et de celle de Lyon, plus au Sud, peu avant la traversée du cours Vitton.

## Origine du nom
L'avenue est dédiée à Édouard Thiers, polytechnicien, capitaine du génie et député du Rhône (1885-1890), né le 15 mai 1843 à Saint-Saulge, mort le 8 février 1890 à Levallois-Perret.
Ce nom est attesté en 1889.

## Activités
- Très animée, elle accueille une zone d'activité commerciale en pleine croissance. De nombreux immeubles de bureaux ont vu le jour au niveau du quartier de Bellecombe, d'autres sont complètement réhabilités plus près du cours Vitton.
- Parallèlement au développement de ce pôle de bureaux, un commerce de métiers de bouches s'est développé aux 2 extrémités de cette avenue.